# 어린이 경찰
《어린이 경찰》(コドモ警察 코도모 케이사츠[*])은 2012년 일본에서 방영한 범죄·미스테리 드라마이다. 일본 TBS에서 심야시간대로 방영하였으며 2012년 4월부터 6월까지 총 10화를 방영한 드라마이다.

## 줄거리
요코하마를 중심으로 수많은 범죄를 일으키는 범죄조직 레드비너스가 있었다. 레드비너스를 체포하기 위해 요코하마의 다이고쿠 경찰서에 특수수사과가 조직되었다. 특수수사과 형사들이 레드비너스를 체포하는 찰나에 형사들은 레드비너스에 함정에 빠지게 되었다. 레드비너스가 만든 특수 독가스를 마시는 바람에 형사들은 전부 어린이가 되어버린 것이다. 어린이가 된 형사들과 신입 쿠니미츠 신이 레드비너스를 포함한 범죄들이 일어나는 사건을 해결하는 스토리이다.

## 텔레비전 드라마

### 등장인물

#### 가나가와 현 경찰 오구로 경찰서
한국판은 좌측부터 어린이였을 때와 어른모습 때의 성우로 되어있다.

##### 오오누마 시게루 (50)
- 출연: 스즈키 후쿠
- 성우: 유우타로 (최종화,원래모습의 목소리)
- 한국판성우: 김서영, 민응식

50세. 특수수사과의 형사과장을 맡고있는 인물로 카리스마가 넘치는 모습을 보인다. 여자친구인 린코가 있으며 옥상에서 매화 로멘틱한 대화를 나눈다. 명대사로는 나니?! (何?!)가 있다.

##### 쿠니미츠 신 (23)
- 출연: 카츠지 료
- 한국판 성우: 한신

23세. 올해 특수수사과에 입사한 청년. 어린이가 된 형사에 비해 홀로 어른이 되었다. 때문에 여러 가지 일을 도맡아 일을 하고있다. 직급은 신입이지만 매화 끝 장면에서 선배들에게 자신의 닉네임을 묻는다.

##### 하야시 마이코 (30)
- 출연: 혼다 미유
- 성우: 히라노 아야 (최종화,원래모습의 목소리)
- 한국판 성우: 여윤미

30세. 특수수사과의 유일한 홍일점. 까칠하고 도도한 성격으로 눈웃음을 치는 여성. 어린이가 된 이후 커피대신 커피우유를 마신다. 닉네임은 마이코.

##### 와타나베 미노루 (59)
- 출연: 카부라기 카이치
- 성우: 히라이즈미 세이 (최종화,원래모습의 목소리)
- 한국판 성우: 윤여진, 최준영

59세. 특수수사과 형사 중 최연장자인 중년으로 2인자로 활약하고 있다. 닉네임은 나베씨.

##### 시모야마 타케오 (49)
- 출연: 아오키 케이토
- 성우: 히라타 히로아키 (최종화,원래모습의 목소리)
- 한국판 성우: 이자명 이장원

49세. 우는 아이도 그친다는 호랑이 형사이다. 먹는 것을 좋아하는 중년으로 어린이가 된 형사 중 가장 못버티는 형사. 닉네임은 이노씨.

##### 카와시마 칸타 (38)
- 출연: 아키모토 레이
- 성우: 노지마 히로후미 (최종화,원래모습의 목소리)
- 한국판 성우: 여민정, 권성혁

39세. 특수수사과 형사 중 제일 똑똑한 두뇌를 가진 형사이다. 다른 동료를에 비해 제일 독가스를 많이 마셔서 유치원생까지 되어 버린 형사. 닉네임은 스마트.

##### 노가미 코지로 (29)
- 출연: 아이자와 유우가
- 성우: 이리노 미유 (최종화,원래모습의 목소리)
- 한국판 성우: 양정화, 김명준

29세. 특수수사과 형사 중 패션담당을 하고 있는 형사이다. 매일 여자에게 작업을 건다. 닉네임은 에나멜.

##### 시마무라 고 (28)
- 출연: 류우토
- 성우: 나미카와 다이스케 (최종화,원래모습의 목소리)
- 한국판 성우: 김율, 김정훈

28세. 특수수사과 형사 중 가장 강하고 힘이쌘 열혈형사이다. 수사에 일편단심이지만 냉정함이 부족한 형사. 그 때문에 에나멜과 자주 다투기도 한다. 닉네임은 블루.

#### 경찰 관계자

##### 하자마 세이시로 (38)
- 출연: 마리우스 요
- 한국판 성우: 이현진

38세. 본청 소속의 형사로 특수수사과에 전달을 담당하는 형사. 2013년 1분기 일본드라마인 어린이 경시의 주인공이기도 하다. 어린이가 되었을때의 현장에 있었으므로 가스를 적게 마셔서 중학생까지 되었다. 말에 온통 가시가 박혀있어서 그나마 미워할 수 없는 인물.

##### 마츠다 린코
- 출연: 키치세 미치코
- 한국판 성우: 이계윤

본청 소속의 여형사로 매화마다 본청의 옥상에서 형사과장과 대화를 나누는 미인. 사건에 대해 이야기를 해주며 형사과장에게 늘 고백하고 있다.

##### 무토 부부
- 출연: 혼다 츠토무 (무토 히로야스)/ 우에치 하루나 (무토 지쿠사)
- 한국판 성우: 이호산 (무토 히로야스)/ 김현심 (무토 지쿠사)

스마트의 임시 부모님으로 매화 얼굴이나 행동으로 개그를 선사하는 만담 부부. 9화에서는 레드비너스의 간부에 의해 납치되었다.

##### 감식반
- 출연: 노조에 요시히로
- 한국판 성우: 김정훈

본청에서 감식반을 담당하는 인물. 나베씨, 이노씨와 친분이 있다.

### 제작진
- 연출- 후쿠다 유이치
- 극본- 후쿠다 유이치

## 웹 드라마
《앱 경찰》의 제목으로 NTT 도코모의 스마트폰 한정으로 전달되었다.

### 등장인물
- 카와시마 칸타 (39) - 아키모토 레이
- 와타나베 미노루 (59) - 카부라기 카이치
- 시모야마 타케오 (49) - 아오키 케이토
- 노가미 코지로 (29) - 아이자와 유우가
- 시마무라 고 (28) - 류우토

### 제작진
- 감수 : 후쿠다 유이치
- 각본 : 무카이 쿠니히코
- 프로듀서 : 쿠라모토 노리아키, 난조 아키오, 이사와 슈지
- 제작 : 모리야 타케시
- 연출 : 모리야 타케시, 호시 히데키
- 기획 협력 : NTT 도코모

### 배포 목록
| 화수   | 배포 일         | 자막                          |
| ------ | --------------- | ----------------------------- |
| 제1화  | 2012년 4월 10일 | 스마트 형사 앱 고민 상담실 #1 |
| 제2화  | 2012년 4월 17일 | 스마트 형사 앱 개발실 #1      |
| 제3화  | 2012년 4월 24일 | 스마트 형사 앱 개발실 #2      |
| 제4화  | 2012년 5월 1일  | 스마트 형사 앱 개발실 #3      |
| 제5화  | 2012년 5월 8일  | 스마트 형사 앱 개발실 #4      |
| 제6화  | 2012년 5월 15일 | 스마트 형사 앱 고민 상담실 #2 |
| 제7화  | 2012년 5월 22일 | 스마트 형사 앱 개발실 #5      |
| 제8화  | 2012년 5월 29일 | 스마트 형사 앱 고민 상담실 #3 |
| 제9화  | 2012년 6월 5일  | 스마트 형사 앱 개발실 #6      |
| 제10화 | 2012년 6월 12일 | 스마트 형사 앱 개발실 #7      |

## 영화
2013년 3월 20일 공개. 캐치 프레이즈는「적당히 성인에 익숙해! 」이다.

### 수상
- Fantastic Fest 2013 GUTBUSTER COMEDY FEATURES부문 최우수 남우주 연상[3]

### 주제가
- Sexy Zone〈High!! High!! People -movie remix-〉(포니캐년)